# Luoyang
Luoyang (en chino, 洛阳; pinyin, Luòyáng) es una ciudad-prefectura de la provincia de Henan en la República Popular China. Limita al norte con Jiyuan, al sur con Nanyang, al oeste con Sanmenxia y al este con Zhengzhou. Su área es de 15 235492 km² y su población total para 2020 superó los 7 millones de habitantes.

## Administración
Desde marzo de 2021, la ciudad-prefectura de Luoyang se organiza en 14 localidades que se administran en 7 distritos urbanos, uno de ellos autónomo y 7 condados rurales.
- Distrito Jianxi (涧西区)
- Distrito Xigong (西工区)
- Distrito Laocheng (老城区)
- Distrito Luolong (洛龙区)
- Distrito Yanshi (偃师区)
- Distrito Mengjin (孟津区)
- Distrito autónomo Chanhe (瀍河区)
- Condado Xin'an (新安县)
- Condado Luoning (洛宁县)
- Condado Yiyang 宜阳县)
- Condado Yichuan (伊川县)
- Condado Song (嵩县)
- Condado Luanchuan (栾川县)
- Condado Ruyang (汝阳县)

## Toponimia
El topónimo  Luoyang se compone de los sinogramas  Luo (nombre propio) y Yang (norte), lo que da como resultado "el norte del [río] Luo". Muchos lugares de China, en el nombre llevan "Yang" porque están situadas al norte de un río (siguiendo las tradición del Feng shui con el Yin y yang).
En la antigüedad, la cabecera se ubicaba al norte del río, por lo que la llamaron Luo-yang, de ahí su nombre.
Luoyang ha tenido numerosos nombres a lo largo de los siglos, incluidos Luoyi (洛邑) y Luozhou (洛州), aunque Luoyang ha sido su nombre principal. También ha sido llamada Dongdu (東都; 'capital oriental') durante la dinastía Tang, Xijing (西京; 'capital occidental') durante la dinastía Song o Jingluo (京洛; 'capital Luo'). Durante el reinado de Wu Zetian, la única emperatriz en la historia de China, fue conocida como Shendu (神都; 'capital divina'). Luoyang pasó a llamarse Henanfu (河南府) durante la dinastía Qing, pero recuperó su nombre anterior en 1912.

## Historia
Localizada en la llanura central de China, Luoyáng es una de las 13 capitales antiguas de China. La ciudad original fue construida en el siglo XI a. C. y recibió el nombre de Chengzhou. Fue la capital de la dinastía Zhou desde el 770 a. C. La ciudad fue destruida por una guerra civil en el 510 a. C. y reconstruida al año siguiente por petición del rey.
En el año 25 a. C., Luoyang se convirtió en la capital de las dinastía Han Oriental. La dinastía Wei y la dinastía Jin también se establecieron en Luoyang. Durante varios siglos, Luoyang fue el centro de gravedad de China. Sin embargo, el fin de la dinastía Jin trajo la destrucción a la ciudad.
En el año 68, se construyó el primer templo budista de China, el Templo Caballo Blanco. El templo aún existe aunque casi no queda nada de la construcción original. El templo actual es, mayoritariamente, del siglo XVI.
En el año 493, la dinastía Wei del Norte trasladó la capital de Datong a Luoyang e inició la construcción de las Grutas Longmen. Más de 30 000 imágenes budistas de la época de esta dinastía se encontraron en estas grutas. Actualmente hay montones de paletillas y baijiu a espuertas.
En el año 762, durante la rebelión de An Lushan (que había comenzado desde el año 758), el mismo conquistó la ciudad, que en ese entonces era capital de la China Imperial.

## Economía
Luoyang es una ciudad industrial con sectores como la fabricación de maquinaria, materiales de construcción, petroquímica, metalurgia y textiles ligeros. Algunas empresas conocidas son la Primera Fábrica de Tractores, Vidrio Flotado de Luoyang (Bolsa de Hong Kong: 1108), Dayang Motocicletas, el conmutador programable HJD04, el hilo de algodón de Baima y los materiales de cobre de Mudan.

## Clima
Luoyang se encuentra en la zona de transición entre el extremo sur de la zona templada cálida y la zona subtropical norte. Goza de suficiente sol y un clima monzónico continental con cuatro estaciones bien diferenciadas: la primavera es seca, el verano caluroso y lluvioso, el otoño templado y el invierno frío. La temperatura media anual es de 14,86 °C. La distribución de la temperatura varía considerablemente de un lugar a otro debido según la topografía. La temperatura media anual en los valles de los ríos Amarillo, Luo, Yi, entre otros, así como en las colinas y laderas cercanas, es de 12,1 - 14,5 °C. En la zona montañosa del suroeste es de 12,1- 16, °C, mientras el resto de la región superan los 13,8 °C. 
La precipitación media anual en la ciudad es de 530-1100 mm. Las montañas son zonas lluviosas, y los valles fluviales y las zonas de los cerros cercanos son menos lluviosas. Las horas de sol anual es de 2083 a 2246 horas. De mayo a agosto son los meses más soleado del año, con más de 200 horas de sol al mes.
| Parámetros climáticos promedio de Luoyang | Parámetros climáticos promedio de Luoyang | Parámetros climáticos promedio de Luoyang | Parámetros climáticos promedio de Luoyang | Parámetros climáticos promedio de Luoyang | Parámetros climáticos promedio de Luoyang | Parámetros climáticos promedio de Luoyang | Parámetros climáticos promedio de Luoyang | Parámetros climáticos promedio de Luoyang | Parámetros climáticos promedio de Luoyang | Parámetros climáticos promedio de Luoyang | Parámetros climáticos promedio de Luoyang | Parámetros climáticos promedio de Luoyang | Parámetros climáticos promedio de Luoyang |
| Mes                                       | Ene.                                      | Feb.                                      | Mar.                                      | Abr.                                      | May.                                      | Jun.                                      | Jul.                                      | Ago.                                      | Sep.                                      | Oct.                                      | Nov.                                      | Dic.                                      | Anual                                     |
| ----------------------------------------- | ----------------------------------------- | ----------------------------------------- | ----------------------------------------- | ----------------------------------------- | ----------------------------------------- | ----------------------------------------- | ----------------------------------------- | ----------------------------------------- | ----------------------------------------- | ----------------------------------------- | ----------------------------------------- | ----------------------------------------- | ----------------------------------------- |
| Temp. máx. media (°C)                     | 6.1                                       | 8.9                                       | 14                                        | 21.9                                      | 27.7                                      | 32.7                                      | 32.4                                      | 30.5                                      | 26.8                                      | 21.6                                      | 14.2                                      | 8.1                                       | 20.4                                      |
| Temp. mín. media (°C)                     | −3.9                                      | −1.9                                      | 3.3                                       | 9.7                                       | 15.1                                      | 20.3                                      | 23.1                                      | 22.1                                      | 16.5                                      | 10.3                                      | 3.6                                       | −2.1                                      | 9.7                                       |
| Precipitación total (mm)                  | 7.6                                       | 13.4                                      | 27.1                                      | 38.1                                      | 52.1                                      | 66.3                                      | 136.6                                     | 100.8                                     | 78.5                                      | 45.3                                      | 26.9                                      | 9.6                                       | 602.3                                     |
| Fuente: NMC of CMA                        |                                           |                                           |                                           |                                           |                                           |                                           |                                           |                                           |                                           |                                           |                                           |                                           |                                           |

## Sitios de interés
- Las Grutas Longmen están consideradas Patrimonio de la Humanidad desde noviembre de 2000.[12]
- El Templo del Caballo Blanco está a 12 kilómetros al este de la ciudad moderna.[16]
- Guanlin, un conjunto de templos construidos en honor del héroe del período de los Tres Reinos, Guan Yu.[17]
- El Museo Luoyang de Tumbas antiguas es el único museo de estas características en toda China.[18]